# Sofia Amàlia de Nassau-Siegen
Sofia Amàlia de Nassau-Siegen (Gelderland, 10 de gener de 1650 - Mitau 25 de desembre de 1688) va ser una princesa alemanya membre de la Casa de Nassau, i per matrimoni duquessa consort de Curlàndia i Semigàlia.
Va ser la tercera dels fills i la segona femenina d'Enric II, comte de Nassau-Siegen i la seva esposa Maria Magdalena, nascuda comtessa de Limburg-Stirum.

## Vida
Nascuda a la seu de la família del Castell de Wisch a Terborg, a la mort de la seva germana gran Ernestina el 1652 Sofia Amàlia va quedar com l'única filla femenina supervivent dels seus pares, a més a més de dos germans, Guillem Maurici -més tard príncep de Nassau-Siegen- i Frederic.
A la Haia el 25 d'octubre 1675, Sofia Amàlia es va casar amb Frederic Casimir Kettler, hereu del ducat de Curlàndia. Van tenir cinc fills: 
- Frederic Kettler (3 d'abril de 1682 - 11 de febrer de 1683).
- Maria Dorotea Kettler (2 d'agost de 1684 - 17 de gener de 1743), es va casar amb Albert Frederic de Brandenburg-Schwedt.
- Eleonora Carlotta Kettler (11 de juny de 1686 - 28 de juliol de 1748), es va casar amb Ernest Ferran, duc de Brunswick-Lüneburg.
- Amàlia Lluïsa Kettler (27 de juliol de 1687 - 18 de gener de 1750), es va casar amb Frederic Guillem Adolf, príncep de Nassau-Siegen.
- Cristina Sofia Kettler (15 de novembre de 1688 - 22 d'abril de 1694).

El 1682, després de la mort del seu sogre, Sofia Amàlia es va convertir en duquessa consort de Curlàndia. Va morir sis anys més tard.